# Дзумерка
Дзуме́рка (греч. Τζουμέρκα ή Τσουμέρκα, Атамания, Όρη των Αθαμάνων ή Αθαμανικά όρη) — горный хребет в северо-западной части Греции, южная часть горной системы Пинд. На востоке гор протекает река Ахелоос, на западе Арахтос. На юге находится гора Макринорос. В древности был известен как Атаманика́, Афаманские горы по названию племени афаманцев, населявшего их. Горы очень слабо заселены. На небольших высотах горы покрыты лесами. С увеличением высоты леса сменяются лугами, кустарниками и голыми скалами.  Наивысшая точка хребта — гора Какардица высотой 2429 метров. Основными пиками являются Катафиди (2392 м), Ангати (Αγκάθι, 2392 м), Катарахиас (Καταραχιάς, 2280 м), Ерановуни (Γερανοβούνι, 2216 м), Стронгула (Στρογγούλα, 2106 м), Руиста (Ρουίστα, 2020 м). В период османского владычества горы служили плацдармом для арматолов и клефтов. Хребет протянулся на 40 километров с севера на юг при ширине от 15 до 20 километров. Через горы проходит национальная дорога 30 Арта — Трикала. Дзумерка находится на границе периферийных единиц Арта, Янина, Трикала и Кардица, периферий Эпир и Фессалией. Территория гор включена в состав общин (димов) Вория-Дзумерка, Кендрика-Дзумерка, Пили и Арьитея.